# 半藤一利
半藤 一利（はんどう かずとし、1930年〈昭和5年〉5月21日 - 2021年〈令和3年〉1月12日）は、日本のジャーナリスト、戦史研究家、作家。近現代史、特に昭和史に関し人物論・史論を、対談・座談も含め多く刊行している。

## 来歴
先祖は長岡藩士。東京府東京市向島区（現在の東京都墨田区）に生まれる。実父は運送業と区議をつとめる。近所に幼少期の王貞治が住んでおり顔見知りだった。東京府立第七中学校に入学、1945年（昭和20年）3月の東京大空襲では逃げまどい中川を漂流し、死にかける体験をする。茨城県の県立下妻中学校を経て、父の生家のある新潟県長岡市へ疎開し、県立長岡中学校3年次で終戦を迎え、そこを卒業後東京へ戻る。浦和高等学校 (旧制)（学制改革のため1年間で修了）を経て、東京大学へ進学。大学ではボート部で活躍した。東京大学文学部国文科卒業。
ボート部の映画ロケで知己をえた高見順の推薦で1953年（昭和28年）に文藝春秋新社に入社した。同期入社に田中健五。人気作家である坂口安吾の原稿取りをして、坂口から歴史に絶対はないことと歴史を推理する発想を学び、坂口に弟子入りしたと自ら称している。続けて当時『連合艦隊の最後』などで人気を博していた軍事記者の伊藤正徳の担当となり、日本中の戦争体験者の取材に奔走し、『週刊文春』に無署名で「人物太平洋戦争」を連載した。こういった、担当作家である坂口や伊藤との交流を経て「歴史の当事者は嘘をつくこと」を学び、これらの経験が後に昭和の軍部を描いた作品を書く素地となった。
社内で「太平洋戦争を勉強する会」を主宰して、戦争体験者から話を聞く会を開催。ここから生まれた企画が『文藝春秋』1963年8月号に掲載された28人による座談会「日本のいちばん長い日」である。半藤は座談会の司会も務めた。さらに取材して1965年に単行本『日本のいちばん長い日－運命の八月十五日』を執筆。売るための営業上の都合から大宅壮一の名前を借りて大宅壮一編集として出版された。単行本は20万部、角川文庫化されて25万部が売れた。この他にも30代前半は編集者生活と並行して、太平洋戦争関係の著作を何冊か出す。
『漫画読本』の編集長に就任して1970年に休刊を迎えた後、『増刊文藝春秋』編集長に。ムック「目で見る太平洋シリーズ」「日本の作家百人」「日本縦断・万葉の城」を手掛けた。次いで『週刊文春』編集長となり、ロッキード事件の取材で陣頭指揮を執る。1977年4月に『文藝春秋』編集長の田中健五と入れ替わる形で、田中が『週刊文春』編集長に、半藤が『文藝春秋』編集長に就任。新聞広告や電車の中吊り広告で「編集長が代わりました」と宣伝が打たれて話題を集める。1980年には季刊誌『くりま』の創刊編集長となるが、2年後に第9号で休刊した。
この間の編集長時代の13年ほどは本職の編集業に専念するため、著述活動は控えていた。
1993年、『漱石先生ぞな、もし』で新田次郎文学賞を受賞。
出版責任者として「書き下ろしノンフィクション」シリーズを手掛け、1988年に全3巻の『「文芸春秋」にみる昭和史』を監修。専務取締役を務めた後、1995年に文藝春秋を退社し、本格的に作家へ転身した。近代以降の日本の歴史を昭和を中心に執筆し、「歴史探偵」を自称する。活動の場をテレビにも広げており、NHK『その時歴史が動いた』など歴史番組にもよく出演している。
1998年、『ノモンハンの夏』で山本七平賞、2006年、『昭和史』で毎日出版文化賞特別賞をそれぞれ受賞。
2006年（平成18年）7月20日に『日本経済新聞』が「昭和天皇が靖国神社A級戦犯合祀に不快感」と報じた際には、元資料となった「富田メモ」（宮内庁長官を務めた富田朝彦の日記メモ）を、日本経済新聞社の記事化前に秦郁彦らとともに鑑定し、これを本物と断定した。
2009年に語り下ろしで出版された『昭和史 1926-1945』『昭和史 戦後篇 1945-1989』は単行本で45万部、平凡社ライブラリーでは23万部の売れ行きを示した。
2015年、第63回菊池寛賞受賞。
2021年1月12日午後、東京都世田谷区の自宅で倒れているのが発見され、死亡が確認された。死因は老衰。90歳没。

## 人物
文藝春秋社内では『諸君!』を創刊してタカ派スキャンダル路線と言われた田中健五とは距離を保っていた。原子力発電所については人間の手に負えない危険なものとして懸念してきた。太平洋戦争（大東亜戦争）当時の日本軍部（特に日本陸軍）及び靖国神社におけるA級戦犯の合祀には極めて批判的である。昭和天皇については、当時の軍部による暴走を押し留めようとしたことを肯定的に評価しているが、昭和天皇の戦争責任についても否定していない。晩年（遅くとも2015年以降）は護憲派としての活動を積極的に行っており、「憲法9条を守るのではなく育てる」のが持論であった（『いま戦争と平和を語る』、日経ビジネス人文庫）。
当時の社内では昭和史と太平洋戦争を勉強する者は珍しく「お前は『半藤』ではなく『反動』だ」と言われたという。自身はこの言葉を、「歴史に逆行する」、「分からず屋の反近代主義者」という意味の批判と認識しており、戦争に詳し過ぎるゆえ危ない人間と見られていたと語っている。
作家司馬遼太郎とは、半藤が『文藝春秋』編集者時代からの付き合いであり、親交が深かった。司馬の没後、関連論考・著書を発表した。また半藤は司馬が書こうとして書けなかった、『ノモンハンの夏』を執筆した。同じく長い付き合いのある秦郁彦、児島襄や保阪正康との共著も多い。秦や児島とは取材で知った歴史の「ネタ」や情報を互いに交換し合う仲だった。
日本近代史の歴史観において、「40年史観」を提唱している。その主張は、明治以降の日本は40年ごとに興廃を繰り返しており、明治政府樹立から40年後である日露戦争で軍事大国化し、その40年後の第二次世界大戦で大敗し、さらに40年後にはバブル期の経済的絶頂をむかえ、バブル崩壊後の40年後には再び没落するという予測。その理由として、戦争による悲惨さを経験した世代が入れ替わる期間が40年ほどであるためとしている。
2018年、上皇明仁の推挙により悠仁親王に近代史（太平洋戦争）について進講を行った。
自身を、歴史研究家ではなく「歴史探偵」と自称していた。
文春文庫ビジュアル版の「B級グルメ」シリーズでも記事を執筆している。

## 親族
妻の半藤末利子は、松岡譲（作家）・筆子（夏目漱石の長女）夫妻の四女で、漱石周辺に関する随筆を多く執筆している。
- 義祖父：夏目漱石（小説家）
- 義祖母：夏目鏡子（随筆家）
- 岳父：松岡譲（小説家）
- 義叔父：夏目純一（バイオリン奏者）
- 義叔父：夏目伸六（随筆家）
- 妻：半藤末利子（随筆家）
- 義姉：松岡陽子マックレイン（文学者）

|          |          |          |          | 夏目鏡子 | 夏目鏡子 | 夏目鏡子 | 夏目鏡子 | 夏目鏡子 | 夏目鏡子 |          |          | 夏目漱石 | 夏目漱石 | 夏目漱石 | 夏目漱石 | 夏目漱石   | 夏目漱石   |            |            |            |            |  |  |          |          |          |          |          |          |  |  |                      |                      |                      |                      |                      |                      |  |  |
|          |          |          |          | 夏目鏡子 | 夏目鏡子 | 夏目鏡子 | 夏目鏡子 | 夏目鏡子 | 夏目鏡子 |          |          | 夏目漱石 | 夏目漱石 | 夏目漱石 | 夏目漱石 | 夏目漱石   | 夏目漱石   |            |            |            |            |  |  |          |          |          |          |          |          |  |  |                      |                      |                      |                      |                      |                      |  |  |
|          |          |          |          |          |          |          |          |          |          |          |          |          |          |          |          |            |            |            |            |            |            |  |  |          |          |          |          |          |          |  |  |                      |                      |                      |                      |                      |                      |  |  |
|          |          |          |          |          |          |          |          |          |          |          |          |          |          |          |          |            |            |            |            |            |            |  |  |          |          |          |          |          |          |  |  |                      |                      |                      |                      |                      |                      |  |  |
| 夏目伸六 | 夏目伸六 | 夏目伸六 | 夏目伸六 | 夏目伸六 | 夏目伸六 |          |          | 夏目純一 | 夏目純一 | 夏目純一 | 夏目純一 | 夏目純一 | 夏目純一 |          |          | 筆子(長女) | 筆子(長女) | 筆子(長女) | 筆子(長女) | 筆子(長女) | 筆子(長女) |  |  | 松岡譲   | 松岡譲   | 松岡譲   | 松岡譲   | 松岡譲   | 松岡譲   |  |  |                      |                      |                      |                      |                      |                      |  |  |
| 夏目伸六 | 夏目伸六 | 夏目伸六 | 夏目伸六 | 夏目伸六 | 夏目伸六 |          |          | 夏目純一 | 夏目純一 | 夏目純一 | 夏目純一 | 夏目純一 | 夏目純一 |          |          | 筆子(長女) | 筆子(長女) | 筆子(長女) | 筆子(長女) | 筆子(長女) | 筆子(長女) |  |  | 松岡譲   | 松岡譲   | 松岡譲   | 松岡譲   | 松岡譲   | 松岡譲   |  |  |                      |                      |                      |                      |                      |                      |  |  |
|          |          |          |          |          |          |          |          |          |          |          |          |          |          |          |          |            |            |            |            |            |            |  |  |          |          |          |          |          |          |  |  |                      |                      |                      |                      |                      |                      |  |  |
|          |          |          |          |          |          |          |          |          |          |          |          |          |          |          |          |            |            |            |            |            |            |  |  |          |          |          |          |          |          |  |  |                      |                      |                      |                      |                      |                      |  |  |
|          |          |          |          |          |          |          |          |          |          |          |          |          |          |          |          | 半藤末利子 | 半藤末利子 | 半藤末利子 | 半藤末利子 | 半藤末利子 | 半藤末利子 |  |  | 半藤一利 | 半藤一利 | 半藤一利 | 半藤一利 | 半藤一利 | 半藤一利 |  |  | 松岡陽子マックレイン | 松岡陽子マックレイン | 松岡陽子マックレイン | 松岡陽子マックレイン | 松岡陽子マックレイン | 松岡陽子マックレイン |  |  |
|          |          |          |          |          |          |          |          |          |          |          |          |          |          |          |          | 半藤末利子 | 半藤末利子 | 半藤末利子 | 半藤末利子 | 半藤末利子 | 半藤末利子 |  |  | 半藤一利 | 半藤一利 | 半藤一利 | 半藤一利 | 半藤一利 | 半藤一利 |  |  | 松岡陽子マックレイン | 松岡陽子マックレイン | 松岡陽子マックレイン | 松岡陽子マックレイン | 松岡陽子マックレイン | 松岡陽子マックレイン |  |  |

このほかにも、夏目房之介（義従弟）など遠縁の著名人が多数いるが、ここでは半藤一利の親族に該当する者のみを図示した。

## 賞歴
- 1993年 - 第12回新田次郎文学賞 （『漱石先生ぞな、もし』）[17]
- 1998年 - 第7回山本七平賞（『ノモンハンの夏』）[18]
- 2006年 - 第60回毎日出版文化賞特別賞（『昭和史』)[19]
- 2015年 - 第63回菊池寛賞[20]

## 著作

### 単著
- 『日本のいちばん長い日－運命の八月十五日』（当初の名義は 大宅壮一編、文藝春秋新社, 1965年／角川文庫, 1980年）
  - 『決定版　日本のいちばん長い日』（文藝春秋, 1995年／文春文庫, 2006年）
- 『人物・太平洋海戦』（オリオン出版社, 1969年）
- 『魚雷戦第二水雷戦隊』（R出版, 1970年／改題「ルンガ沖魚雷戦」 朝日ソノラマ［航空戦史文庫］, 1984年）
  - 改題『ルンガ沖夜戦』（PHP研究所, 2000年／PHP文庫, 2003年）
- 『日本海軍を動かした人びと－勝海舟から山本五十六まで』（力富書房［リキトミブックス］, 1983年）
  - 改題 『日本海軍の栄光と挫折－列伝で読む組織の盛衰』（PHP研究所, 1994年）
  - 改訂・改題 『日本海軍の興亡』 （PHP文庫, 1999年／PHP研究所, 2008年）
- 『聖断－天皇と鈴木貫太郎』（文藝春秋, 1985年／文春文庫, 1988年／PHP研究所, 2003年／PHP文庫, 2006年）
- 『山本五十六の無念』（恒文社, 1986年）
  - 増訂版 『山本五十六』（平凡社, 2007年／平凡社ライブラリー, 2011年）
- 『昭和史の転回点』（図書出版社, 1987年／改題「ドキュメント太平洋戦争への道」  PHP文庫, 1999年）
- 『コンビの研究－昭和史のなかの指揮官と参謀』（文藝春秋, 1988年）
  - 改題 『指揮官と参謀　コンビの研究』（文春文庫, 1992年）
- 『日本参謀論』（図書出版社, 1989年）
- 『山縣有朋』（PHP研究所「幕末・維新の群像 第9巻」, 1990年／PHP文庫, 1996年／ちくま文庫,　2009年）
- 『大相撲こてんごてん』（ベースボール・マガジン社, 1991年／文春文庫, 1994年）
  - 改題 『大相撲人間おもしろ画鑑』 （小学館文庫,　2008年）
- 『歴史探偵　昭和史をゆく』（PHP研究所, 1992年／PHP文庫, 1995年）
- 『漱石先生ぞな、もし』（文藝春秋, 1992年／文春文庫, 1996年）
- 『続 漱石先生ぞな、もし』（文藝春秋, 1993年／文春文庫, 1996年）
- 『列伝・太平洋戦争』（上・下、PHP文庫,  1995年）
  - 『完本 列伝・太平洋戦争－戦場を駆けた男たちのドラマ』（PHP研究所, 2000年）
- 『戦士の遺書－太平洋戦争に散った勇者たちの叫び』（文春ネスコ, 1995年／文春文庫, 1997年、新装版2022年）
- 『戦う石橋湛山－昭和史に異彩を放つ屈伏なき言論』（東洋経済新報社, 1995年、新装版2001年、2008年／中公文庫, 1999年／ちくま文庫、2019）
- 『荷風さんと「昭和」を歩く』（プレジデント社, 1995年／「永井荷風の昭和」 文春文庫, 2000年／「荷風さんの昭和」 ちくま文庫, 2012年）
- 『歴史探偵の愉しみ』（PHP研究所, 1996年／「歴史探偵 近代史をゆく」 PHP文庫, 2013年）
- 『歴史探偵かんじん帳』（毎日新聞社, 1996年）
- 『漱石先生大いに笑う』（講談社, 1996年／ちくま文庫, 2000年）
- 『漱石先生がやって来た』（日本放送出版協会, 1996年／学陽書房［人物文庫］, 2000年）ちくま文庫、2017
- 『漱石俳句を愉しむ』（PHP研究所［PHP新書］, 1997年）
- 『幕末辰五郎伝』（日本放送出版協会, 1997年／ちくま文庫, 2001年）
- 『ノモンハンの夏』（文藝春秋, 1998年／文春文庫, 2001年）
- 『漱石俳句探偵帖』角川選書］, 1999年／文春文庫, 2011年）
  - 『漱石先生、探偵ぞなもし』PHP文庫、2016年
- 『レイテ沖海戦』（PHP研究所, 1999年／PHP文庫, 2001年、新装版2023年）
- 『ソ連が満洲に侵攻した夏』（文藝春秋, 1999年／文春文庫, 2002年）
- 『一茶俳句と遊ぶ』（PHP研究所［PHP新書］, 1999年）
- 『徹底分析川中島合戦』（PHP研究所, 2000年／PHP文庫, 2002年）
- 『手紙のなかの日本人』（文春新書, 2000年／文春文庫, 2021年）
- 『歴史をあるく、文学をゆく』（平凡社, 2001年／文春文庫, 2004年）
- 『「真珠湾」の日』（文藝春秋, 2001年／文春文庫, 2003年）
- 『清張さんと司馬さん－昭和の巨人を語る』（日本放送出版協会, 2001年／文春文庫, 2005年）
- 『風の名前　風の四季』（平凡社新書, 2001年）
- 『この国のことば』（平凡社, 2002年）
- 『遠い島ガダルカナル』（PHP研究所, 2003年／PHP文庫, 2005年、新装版2022年）
- 『漱石先生お久しぶりです』（平凡社, 2003年／文春文庫, 2007年）
- 『日本国憲法の二〇〇日』（プレジデント社, 2003年／文春文庫, 2008年）
- 『それからの海舟』（筑摩書房, 2003年／ちくま文庫,　2008年）
- ●『昭和史 1926-1945』（平凡社, 2004年／平凡社ライブラリー, 2009年）
- 『恋の手紙 愛の手紙』（文春新書, 2006年）
- 『昭和天皇ご自身による「天皇論」』（五月書房, 2006年／講談社文庫, 2007年）
- ●『昭和史 戦後編　1945-1989』（平凡社, 2006年／平凡社ライブラリー, 2009年）
- 『荷風さんの戦後』（筑摩書房, 2006年／ちくま文庫, 2009年）
- 『其角俳句と江戸の春』（平凡社, 2006年） 『其角と楽しむ江戸俳句』平凡社ライブラリー、2017
- 『昭和史探索　1926-46』（全6巻、ちくま文庫, 2006-07年）
- 『昭和史残日録　1926-45』（ちくま文庫, 2007年）
- 『昭和史残日録　戦後篇』 （ちくま文庫, 2007年）
- ●『幕末史』（新潮社,　2008年／新潮文庫, 2012年）
- 『坂口安吾と太平洋戦争』（PHP研究所, 2009年／「安吾さんの太平洋戦争」 PHP文庫, 2013年、ちくま文庫, 2024年）
- 『隅田川の向う側　私の昭和史』（創元社, 2009年／ちくま文庫, 2013年）
- 『昭和・戦争・失敗の本質』 （新講社, 2009年）。「昭和と日本人　失敗の本質」（同選書版, 2011年、中経の文庫、2015年、角川新書、2022年）
- 『15歳の東京大空襲』ちくまプリマー新書 2010年）
- 『漱石・明治・日本の青春』（新講社, 2010年）。（同選書判, 2011年）
- 『ぶらり日本史散策』（文藝春秋, 2010年／文春文庫, 2012年）
- 『名言で楽しむ日本史』（平凡社ライブラリー, 2010年）
- 『世界はまわり舞台』（創元社, 2010年）
- 『あの戦争と日本人』（文藝春秋, 2011年／文春文庫, 2013年）
- 『墨子よみがえる』（平凡社新書, 2011年）
  - 増補版『墨子よみがえる “非戦”への奮闘努力のために』（平凡社ライブラリー, 2021年）
- 『聯合艦隊司令長官 山本五十六』（文藝春秋, 2011年／文春文庫, 2014年）
- ●『日露戦争史』全3巻（平凡社, 2012-14年）平凡社ライブラリー、2016
- 『知識ゼロからの太平洋戦争入門』幻冬舎、2013
- 『若い読者のための日本近代史 私が読んできた本』（PHP文庫, 2014年）
- 『「昭和天皇実録」にみる開戦と終戦』岩波ブックレット、2015
- 『老骨の悠々閑々』ポプラ社 2015
- 『もう一つの「幕末史」』三笠書房 2015
- 『「昭和史」を歩きながら考える』PHP文庫 2015
- 『万葉集と日本の夜明け』PHP文庫 2016
- 『マッカーサーと日本占領』PHP研究所 2016
  - 『アメリカはいかに日本を占領したか マッカーサーと日本人』PHP文庫 2019
- ●『B面昭和史 1926-1945』平凡社 2016、平凡社ライブラリー 2019
- 『文士の遺言 なつかしき作家たちと昭和史』講談社 2017
- 『歴史に「何を」学ぶのか』ちくまプリマー新書 2017
- 『歴史と戦争』幻冬舎新書、2018
- 『歴史と人生』幻冬舎新書、2018
- ●『語り継ぐこの国のかたち』大和書房 2018、だいわ文庫 2021
- 『世界史のなかの昭和史』平凡社 2018、平凡社ライブラリー 2020
- ●『半藤一利 橋をつくる人 のこす言葉』平凡社 2019
- 『靖国神社の緑の隊長』幻冬舎 2020/幻冬舎文庫 2021
- 『歴史探偵　忘れ残りの記』文春新書 2021年2月
- 『人間であることをやめるな』講談社 2021年4月
- 『戦争というもの』PHP研究所 2021年5月（遺作）
- 『歴史探偵 昭和の教え』文藝春秋〈文春新書〉、2021年7月。ISBN 978-4-16-661319-9。（未収録エッセイ集第2弾）
- 『歴史探偵　開戦から終戦まで』文春新書、2021年12月（第3弾）
- 『半藤一利 わが昭和史』平凡社新書、2022年4月。回想記
- 『昭和史の人間学』文春新書、2023年1月
- 『太平洋戦争 提督たちの決断』PHP新書、2023年8月
- 『昭和史の明暗』PHP新書、2023年12月

### 共著・原作
- （吉田俊雄）『全軍突撃-レイテ沖海戦』（オリオン出版社, 1970年）
  - 改題『レイテ沖海戦』（上・下、朝日ソノラマ〈航空戦史文庫〉, 1984年）
- （戦史研究会編）『原爆の落ちた日』（文藝春秋, 1972年／改題「原爆投下前夜」 角川文庫,　1985年）
  - （湯川豊）改題『原爆が落とされた日』（PHP文庫, 1994年）改題『原爆の落ちた日』2015
- （荒川博・イラスト谷井建三）『風・船のじてん』（蒼洋社, 1987年）
- （江坂彰）『撤退戦の研究－日本人は、なぜ同じ失敗を繰り返すのか』（光文社, 2000年／光文社知恵の森文庫, 2006年）『撤退戦の研究』青春新書インテリジェンス、2015
- （秦郁彦・横山恵一）『太平洋戦争-日本海軍戦場の教訓』（PHP研究所, 2001年／PHP文庫, 2003年）
- （戸髙一成）『日本海海戦かく勝てり』（PHP研究所, 2004年、PHP文庫, 2012年）
- （吉岡忍ほか）『司馬遼太郎がゆく「知の巨人」が示した「良き日本」への道標』（プレジデント社, 2001年）
- （荒川博）『風の名前 風の四季』（平凡社新書,　2001年）
- （阿川弘之）『日本海軍、錨揚ゲ!』（PHP研究所, 2003年／PHP文庫, 2005年）
- （秦郁彦・横山恵一・戸高一成）『歴代海軍大将全覧』（中公新書ラクレ, 2005年）
- （保阪正康・松本健一・原武史・冨森叡児）『昭和-戦争と天皇と三島由紀夫』（朝日新聞社, 2005年／朝日文庫,　2008年）
- （井筒和幸・井上ひさし・香山リカ・姜尚中・木村裕一・黒柳徹子・猿谷要・品川正治・辛酸なめ子・田島征三・中村哲・ピーコ・松本侑子・美輪明宏・森永卓郎・吉永小百合・渡辺えり子）『憲法を変えて戦争へ行こう という世の中にしないための18人の発言』（岩波書店［岩波ブックレット］,2005年）、ISBN 4000093576
- （保阪正康・中西輝政・戸高一成・福田和也・加藤陽子）『あの戦争になぜ負けたのか』（文春新書, 2006年）
- （童門冬二・松岡正剛ほか）『勝者の決断-指揮官と参謀の戦略思考』（ダイヤモンド社, 2006年）
- （戸高一成）『愛国者の条件』（ダイヤモンド社, 2006年／「日本人と愛国心　昭和史が語るもの」 PHP文庫, 2014年）
- （山根基世ほか）『いま、子どもが危ない！-子どもを救う「言葉の力」』（五月書房,2007年）
- （平間洋一・戸部良一ほか）『昭和陸海軍の失敗-彼らはなぜ国家を破滅の淵に追いやったのか』（文春新書,2007年）
- （御厨貴・原武史）『卜部日記・富田メモで読む人間・昭和天皇』（朝日新聞出版,2008年）
- （保阪正康）『昭和の名将と愚将』（文春新書,2008年）
- （保阪正康）『「昭和」を点検する』（講談社現代新書,2008年）
- 絵本『焼けあとのちかい』（大月書店,2019） 絵・塚本やすし
- （秦郁彦・前間孝則）『零戦と戦艦大和』（文春新書,2008年）
- （藤原正彦ほか）『父が子に教える昭和史―あの戦争36のなぜ？』（文春新書, 2009年）
- （鴨下信一・磯田道史）『司馬遼太郎 リーダーの条件』（文春新書, 2009年）
- （安野光雅）『三国志談義』（平凡社, 2009年）文春文庫、2015
- （横山恵一・秦郁彦・原剛）『歴代陸軍大将全覧 明治編』（中公新書ラクレ, 2009年）
- （横山恵一・秦郁彦・原剛）『歴代陸軍大将全覧 大正編』（中公新書ラクレ, 2009年）
- （横山恵一・秦郁彦・原剛）『歴代陸軍大将全覧 昭和篇 太平洋戦争期』（中公新書ラクレ, 2010年）
- （横山恵一・秦郁彦・原剛）『歴代陸軍大将全覧 昭和篇 満州事変・支那事変期』（中公新書ラクレ, 2010年）
- （保阪正康・竹内修司）『占領下日本』（筑摩書房,2009年／ちくま文庫（上下）,　2012年）
- （保阪正康・井上亮）『「東京裁判」を読む』（日本経済新聞出版社, 2009年／日経ビジネス人文庫, 2012年）
- （秦郁彦・保阪正康・井上亮）『「BC級裁判」を読む』（日本経済新聞出版社, 2010年）日経ビジネス人文庫、2015
- 『いま戦争と平和を語る』井上亮編（日本経済新聞出版社, 2010年）日経ビジネス人文庫、2016
- （保阪正康）『「戦後」を点検する 』（講談社現代新書, 2010年）
- （安野光雅・中村愿）『『史記』と日本人』（平凡社, 2011年）
- （金子兜太）『今、日本人に知ってもらいたいこと』（ベストセラーズ,　2011年）
- （加藤陽子）『昭和史裁判』（文藝春秋,　2011年／文春文庫, 2014年） ISBN 978-4-16-790038-0
- （秦郁彦・原剛・松本健一・戸髙一成）『徹底検証 日清・日露戦争』（文春新書, 2011年）
- （秦郁彦・戸高一成）『連合艦隊・戦艦12隻を探偵する』（PHP研究所,　2011年）
- （澤地久枝・戸高一成）『日本海軍はなぜ過ったか 海軍反省会四〇〇時間の証言より』（岩波書店, 2011年）岩波現代文庫、2015
- （保阪正康・立花隆・田城明）『体験から歴史へ 〈昭和〉の教訓を未来への指針に』（講談社,　2013年）
- （竹内修司・保阪正康。松本健一）『戦後日本の「独立」』（筑摩書房,　2013年）
- （宮崎駿）『腰ぬけ愛国談義』（文藝春秋〈文春ジブリ文庫〉,　2013年）
- （保阪正康）『そして、メディアは日本を戦争に導いた』（東洋経済新報社,　2013年）文春文庫、2016
- （保阪正康）『総点検・日本海軍と昭和史』（毎日新聞社, 2014年）
- （磯田道史）『勝ち上がりの条件 軍師・参謀の作法』ポプラ新書 2014年）
- 『日中韓を振り回すナショナリズムの正体』保阪正康共著(東洋経済新報社 2014　『ナショナリズムの正体』文春文庫、2017
- 『『昭和史をどう生きたか 半藤一利対談』東京書籍 2014
- 『賊軍の昭和史』保阪正康共著 東洋経済新報社 2015
- 『「昭和天皇実録」の謎を解く』保阪正康・御厨貴・磯田道史共著 文春新書 2015
- 『昭和史の10大事件』宮部みゆき共著 東京書籍 2015
- 『世界史としての日本史』出口治明共著 小学館新書 2016
- 『21世紀の戦争論 昭和史から考える』佐藤優共著 文春新書　2016
- 原作「昭和天皇物語」（能條純一作画、『昭和史』に基づいた漫画、小学館『ビッグコミックオリジナル』2017年9号より連載中）
- 『昭和の男』阿川佐和子共著 東京書籍 2017
- 『仁義なき幕末維新 われら賊軍の子孫』菅原文太共著 文春文庫 2017
- ●『明治維新とは何だったのか 世界史から考える』出口治明共著 祥伝社 2018
- ●『平成と天皇』保坂正康・井上亨共著 大和書房 2019
- 『令和を生きる 平成の失敗を超えて』池上彰共著 幻冬舎文庫 2019
- 『太平洋戦争への道 1931-1941』加藤陽子・保阪正康共著 NHK出版新書 2021
- 『半藤一利語りつくした戦争と平和』保阪正康監修 東京新聞社 2021。対談7編
- 『日本人の宿題　歴史探偵、平和を謳う』保阪正康解説 NHK出版新書 2022

### 編著
- 『太平洋戦争 日本軍艦戦記』（文春文庫ビジュアル版, 1985年／文春文庫plus, 2005年）
- 『昭和史の家』（写真垂見健吾、文藝春秋, 1989年）、解説担当
- 『夏目漱石 青春の旅』（文春文庫ビジュアル版, 1994年）
- 『「昭和」を振り回した男たち』（東洋経済新報社, 1996年）
  - 『昭和を振り回した6人の男たち』（小学館文庫, 2003年）
- 『日本史が楽しい－歴史探偵団がゆく』（文藝春秋, 1997年／文春文庫, 2000年） 座談集
- 『昭和史が面白い－ 歴史探偵団がゆく』（文藝春秋, 1997年／文春文庫, 2000年） 座談集
- 大宅壮一『昭和の企業』（編・解説、ちくま文庫, 2000年）
- 『21世紀への伝言－名言にみる「日本と世界」の100年』（文藝春秋, 2000年）
- 『栗林忠道　硫黄島からの手紙』（文藝春秋, 2006年／文春文庫, 2009年）
- 『私の昭和の戦争』（アスコム, 2007年）
- 『敗戦国ニッポンの記録－米国国立公文書館所蔵写真集』（上・下、アーカイブス出版, 2007年）
- 『日本のいちばん長い夏』（文春新書, 2007年） 座談の司会
- 『知識ゼロからの太平洋戦争入門』（幻冬舎, 2009年）、監修
- 『日本史はこんなに面白い』（文藝春秋, 2008年／文春文庫, 2010年） 対談集
- 『日米開戦と真珠湾攻撃秘話』（秦郁彦・横山恵一共編、中公文庫, 2013年）
- 『十二月八日と八月十五日』（文春文庫, 2015年）
- 『なぜ必敗の戦争を始めたのかー陸軍エリート将校反省会議』文春新書, 2019年。解説
- 『半藤一利　歴史とともに生きる』別冊太陽 日本のこころ：平凡社, 2021年8月。追悼出版

### 音声
- 『完全版昭和史』（日本音声保存　CD6枚組＋テキスト、2005年）
- 『完全版昭和史　戦後篇』（日本音声保存　CD6枚組＋テキスト、2006年）
- 『半藤一利「完全版昭和史」』（日本音声保存　CD15枚組、2009年）
- 『半藤一利「完全版幕末史」』（日本音声保存　CD15枚組、2010年）

## 出演
- その時歴史が動いた（NHK総合）
- 半藤一利が語る「昭和史」（ヒストリーチャンネル、全4回）[21]
- 半藤一利が語る「幕末史」（ヒストリーチャンネル、全4回）[22]
- 日本のいちばん長い夏[6]
- SWITCHインタビュー 達人達「宮崎駿×半藤一利」（NHK Eテレ、2013年8月3日）[23]
- ETV特集「一所懸命に漕(こ)いできた〜“歴史探偵”半藤一利の遺言〜」 （NHK Eテレ、2021年1月30日）
- ETV特集「半藤一利 「戦争」を解く」（NHK Eテレ、2022年11月12日）[24]